# Угринов (Львовская область)
Угринов (укр. Угринів) — село в Сокальской городской общине Шептицкого района Львовской области Украины.
В селе находится таможенный переход на границе Украины с Польшей «Угринов — Долхобычув».
Население по переписи 2001 года составляло 437 человек. Занимает площадь 2,36 км². Почтовый индекс — 80012. Телефонный код — 3257.

## История
В 1993 г. селу возвращено историческое название.